# Jork
Jork (in het Nederduits Jörk) is een gemeente in de Duitse deelstaat Nedersaksen, gelegen in het Landkreis Stade. De gemeente telt 12.175 inwoners.

## Indeling van de gemeente

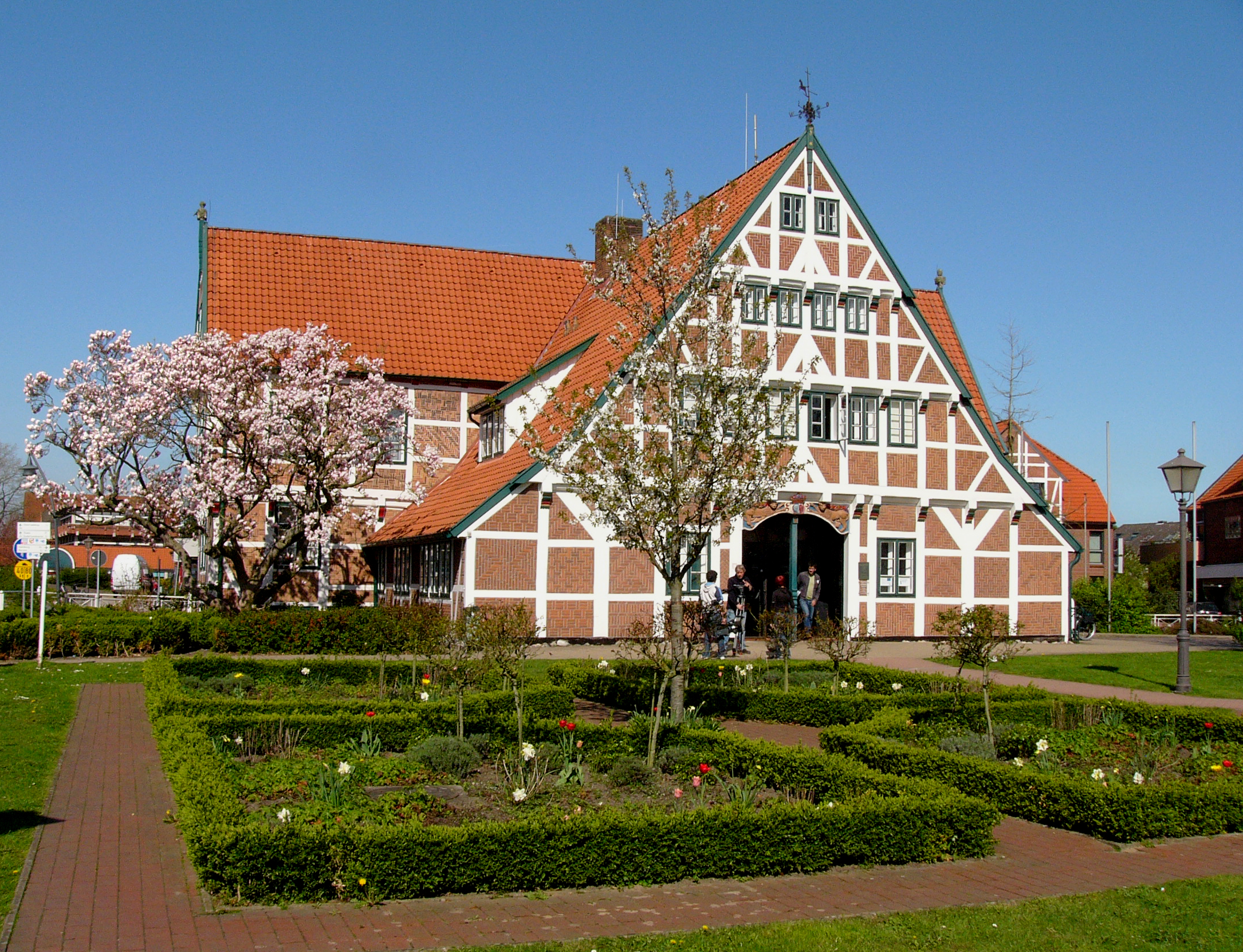
Gemeentehuis

De gemeente omvat zeven Ortsteile:
- Ten westen van de Este:
  - het dorp Jork zelf, waar ook het gemeentehuis staat; dit is een zich enkele kilometers lang van west-noordwest naar oost-zuidoost uitstrekkend dijkdorp; de westelijke helft van de dorpsstraat heet Westerjork en de oostelijke helft Osterjork.
  - Borstel, incl. de dorpjes en gehuchten Lühe, Wisch, Neuenschleuse, Kohlenhusen en Hinterbrack, direct ten noorden van Jork-dorp, aan de Elbe; Kohlenhusen en Hinterbrack zijn dijkdorpjes langs de Elbe, ten oosten van Borstel zelf
  - Ladekop, evenals Jork-dorp een langgerekt dijkdorp, dat 1½ km ten zuiden van Jork daaraan evenwijdig ligt
- Aan de Este, van noord naar zuid:
  - Hove
  - Königreich, 3 km ten oosten van het dorp Jork
  - Estebrügge, aan de westoever van de Este
  - Moorende, tegenover Estebrügge, aan de oostoever van de Este

## Geografie, infrastructuur

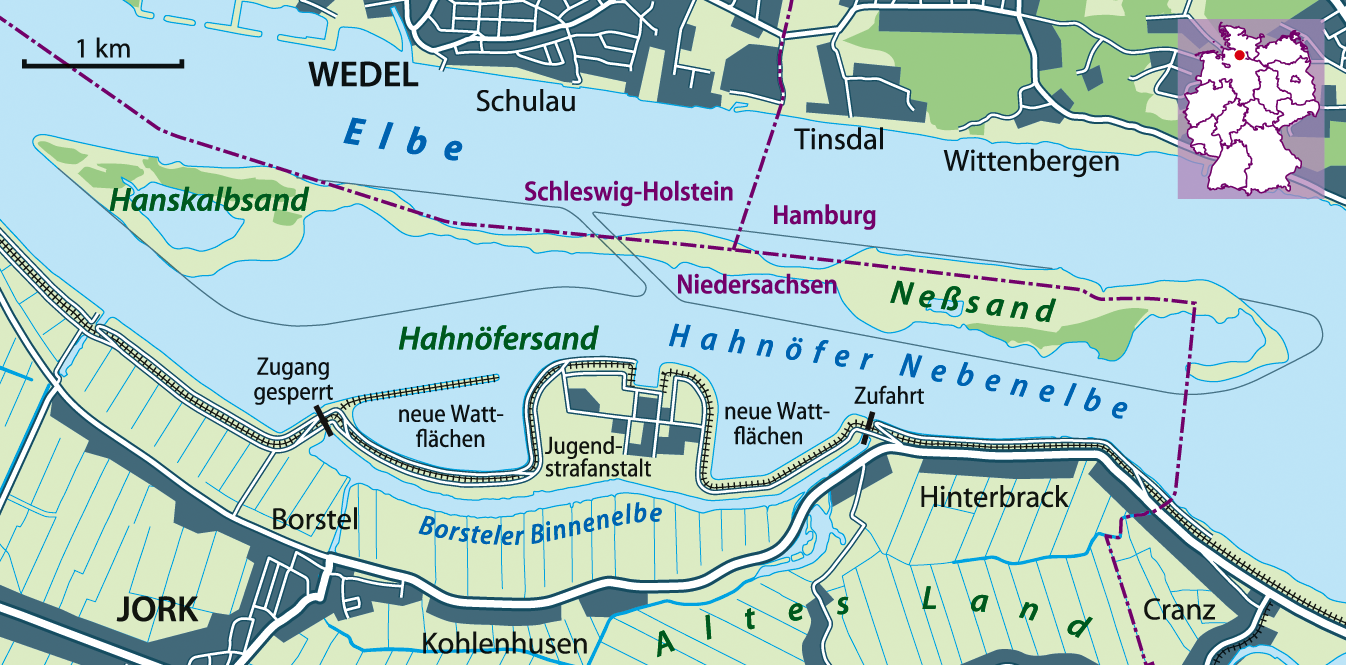
Kaart Elbedal ten noorden van Jork
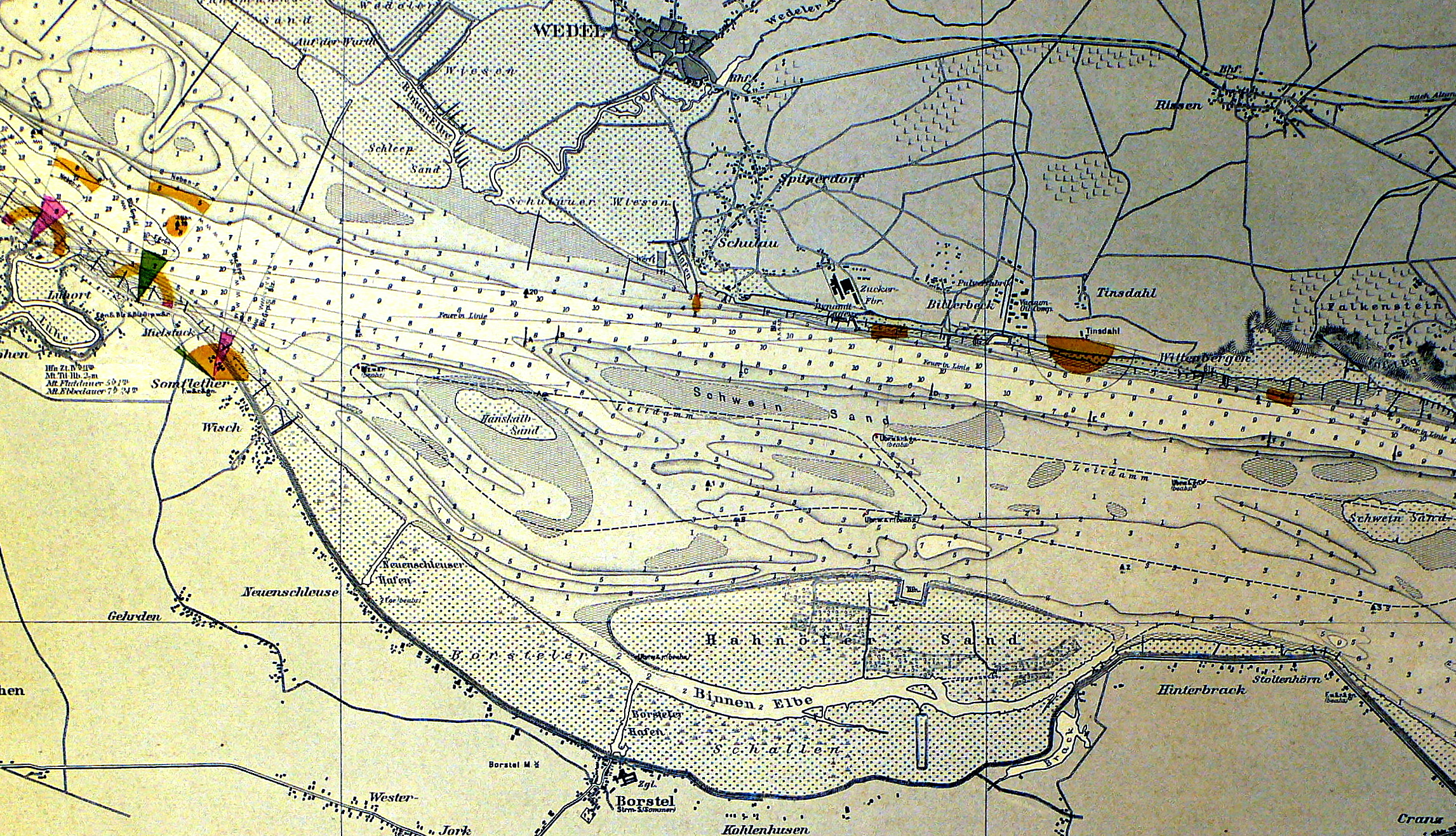
Zeekaart van dit gebied uit 1914
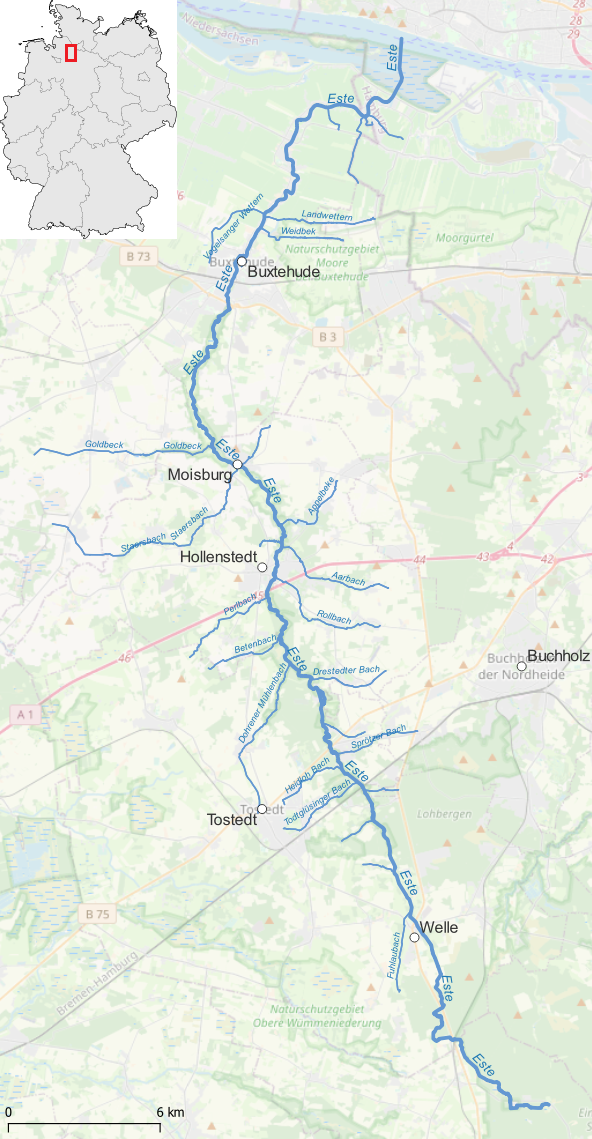
Stroomgebied van de Este
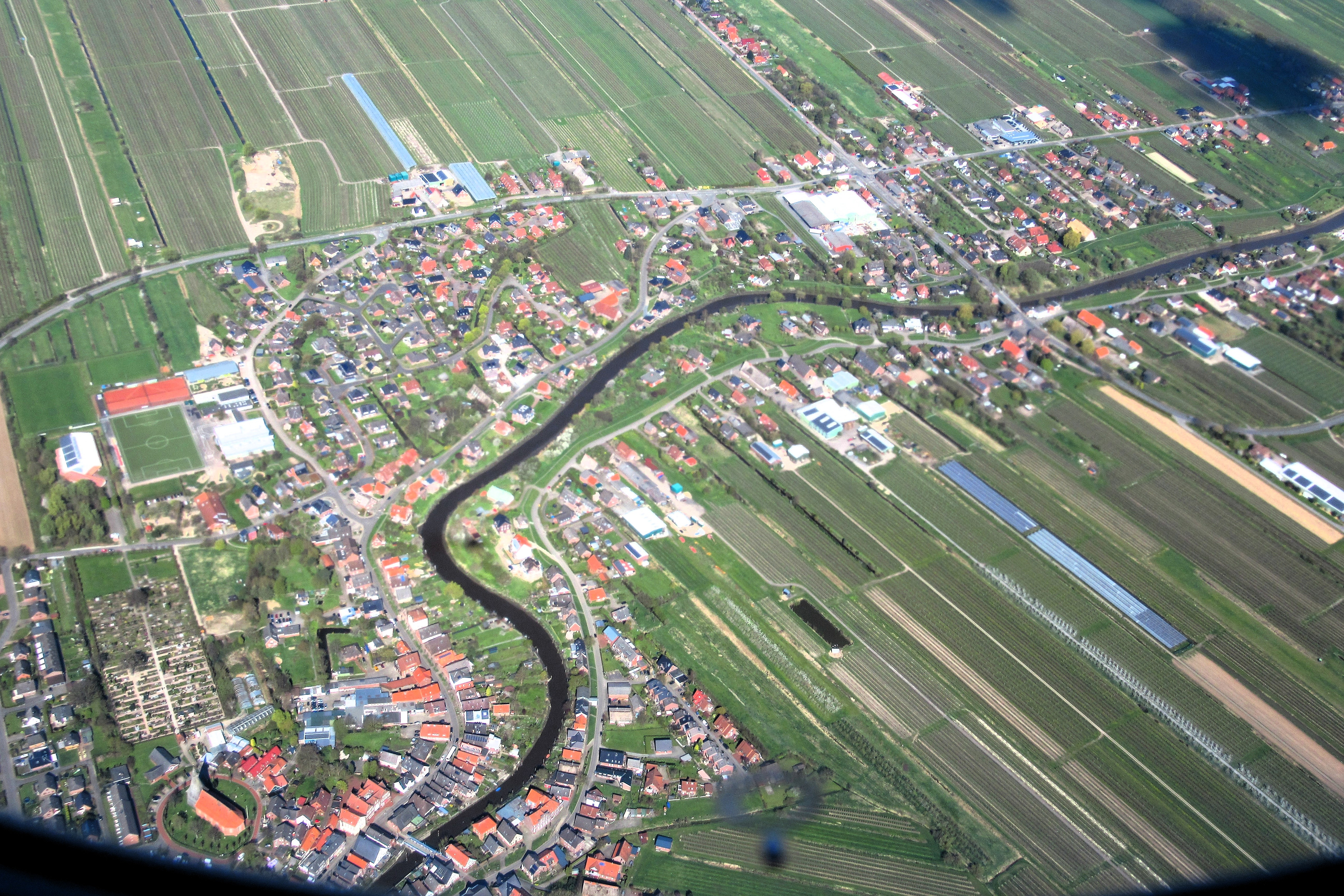
Luchtfoto van Estebrügge, doorsneden door de Este

Jork is het centrum van het Alte Land, een van de belangrijkste fruitteeltgebieden van Noordwest-Europa. De gemeente ligt stroomafwaarts van Hamburg aan de zuidelijke, linkeroever van de rivier de Elbe. In de Elbe liggen tussen Jork en Hamburg-Blankenese, aan de overkant van de rivier, diverse, niet toegankelijke eilandjes, waaronder van west naar oost Hanskalbsand, Schweinsand en Neßsand. Midden door Borstel en Jork-dorp loopt een oud, niet meer bevaarbaar zijkanaaltje van de Elbe met de naam Borsteler Reihe of Jorker Hauptwettern.
Niet ver ten noorden van Jork ligt, in de Elbe, het drielandenpunt van de Duitse deelstaten Nedersaksen, Sleeswijk-Holstein en Hamburg. Tegenover de gemeente ligt op de rechteroever van de Elbe, in Sleeswijk-Holstein, de stad Wedel. Direct ten oosten van de gemeente ligt de stad Buxtehude.
In het uiterste westen van de gemeente ligt het door velen als schilderachtig beschouwde dorpje Lühe. Verwarrend is, dat dit direct aan de westelijke buurgemeente Samtgemeinde Lühe grenst. Dit berust op het feit, dat door genoemde Samtgemeinde een klein zijriviertje van de Elbe, de Lühe, loopt. De monding hiervan in de Elbe is bij het dorpje Lühe, gemeente Jork.
Ten zuiden van de gemeente Jork loopt de, in 2025 nog niet afgebouwde, Autobahn A 26. Een wel reeds berijdbaar deel van deze autosnelweg heeft een afrit Jork (nr. 8), die via een 1½ km lange weg bereikbaar is vanuit Ladekop.
Jork en Borstel zijn door middel van, vooral op werkdagen rijdende, streekbuslijnen verbonden met Hamburg, Stade en Buxtehude. In deze drie steden zijn ook de dichtstbijzijnde treinstations aanwezig.

## Economie
De belangrijkste bron van inkomsten is de fruitteelt. De bij kasteel Esteburg in Moorende gevestigde Obstbauversuchsanstalt Jork houdt zich sinds haar oprichting in 1935 bezig met de ontwikkeling van nieuwe fruitrassen en met onderzoek naar ziektes en plagen van vooral appel- en kersenrassen.
Ook het toerisme is in Jork van betekenis. Velen komen in het voorjaar genieten van de bloeiende fruitbomen.
Een belangrijke werkgever in de dienstensector is de jeugdgevangenis van Hamburg, die in de gemeente Jork staat, en wel op een eilandje ten noorden van de afgedamde Binnenelbe.

## Geschiedenis
Jork wordt voor het eerst in 1221 als Maiorc in een document vermeld.
Jork-dorp en Ladekop zijn typische voorbeelden van een zogenaamde Hollerkolonisation, een kolonie ontgonnen door Hollanders in de twaalfde en dertiende eeuw, uitgenodigd door lokale landheren, zoals de aartsbisschop van Bremen. Kenmerkend is het planmatige karakter van de ontginning. De percelen zijn langgerekt en smal; de boerderijen staan dicht naast elkaar aan een dijkweg. Het type landschap dat door hun werk ontstond, wordt aangeduid als Hollerlandschaft.
Historische gebeurtenissen van meer dan plaatselijke betekenis zijn verder niet overgeleverd. Politiek behoorde Jork in de loop der eeuwen doorgaans tot dezelfde staten als Stade (stad). Zie ook: Landkreis Stade.
De gemeente heeft een traditie van veredeling en ontwikkeling van cultivars van fruitrassen, met name appels en kersen. Een ook in Nederland wel gekweekt, in Jork ontwikkeld appelras is de Gloster. De bekendste kersenrassen uit het Alte Land zijn Erika, Bianca, Oktavia en Regina. De beide laatste rassen worden ook in Nederland wel gekweekt.
Bij een gemeentelijke herindeling op 1 juli 1972 werden zeven kleine gemeenten, conform de opsomming van Ortsteile hierboven, samengevoegd tot de huidige gemeente Jork.

## Toerisme, bezienswaardigheden
- Een belangrijk evenement, gewijd aan de appel-, kersen- en perenbomenbloesem, jaarlijks rondom het eerste weekend van de maand mei, is het Altländer Blütenfest, met bloesemcorso, jaarlijkse verkiezing van een Bloesemkoningin, kermis enz.
- Jork ligt in het om de fruitteelt beroemde gebied Altes Land. Kenmerkend hiervoor is de bouwstijl van talrijke, hoge vakwerkboerderijen. Kenmerkend zijn de rechthoekige stukken muur tussen de wit geverfde balken van de vakwerkconstructie. Ook het gemeentehuis van Jork is in deze stijl gebouwd.
  - In twee van deze karakteristieke, aaneengebouwde, boerderijen, aan Westerjork, is het uitgebreide streekmuseum Museum Altes Land gevestigd.
- Bezienswaardige gebouwen:
  - de 17e- en 18e-eeuwse, evangelisch-lutherse St. Matthiaskerk te Jork-dorp met bezienswaardig, deels barok interieur; van het door Arp Schnitger gebouwde kerkorgel is alleen nog een deel van de orgelkast bewaard gebleven.
  - de St.-Nicolaaskerk (Nicolaikirche) te Borstel, die omstreeks 1400 gebouwd werd, met een houten klokkentorentje uit 1695 bezit een fraai 17e-eeuws orgel, eveneens ten dele van de hand van Arp Schnitger.
  - de 18e-eeuwse, evangelisch-lutherse Martinikerk te Estebrügge, met 19e-eeuws interieur
- Door Jork loopt de toeristische route Obstmarschenweg, die vooral in het voorjaar, als de fruitbomen in bloei staan, aantrekkelijk is. De route is bijna 100 km lang en loopt van Geversdorf, bij Cadenberge in de Samtgemeinde Land Hadeln, oostwaarts naar Hamburg. De route is gemarkeerd door middel van blauwe vierkante bordjes met een rode appel erop.
- Het markante, in 1610 gebouwde kasteeltje Esteburg bij Moorende is privé bewoond, en kan daarom niet bezichtigd worden.
- Aan de noordrand van de gemeente loopt de Elbe door een oevergebied, dat sinds 2018 een natuurreservaat Elbe und Inseln is. Een gedeelte van de vanwege de vele hier voorkomende, zeldzame vogelsoorten onder natuurbescherming staande eilandjes in de Elbe ligt binnen de gemeentegrenzen van Jork.
- De windmolen Aurora te Borstel, type achtkante bovenkruier, werd in 1854 gebouwd. Ze werd na decennia van verval in 1984 gerestaureerd. De molen is echter niet meer maalvaardig en huisvest een restaurant.

## Afbeeldingen

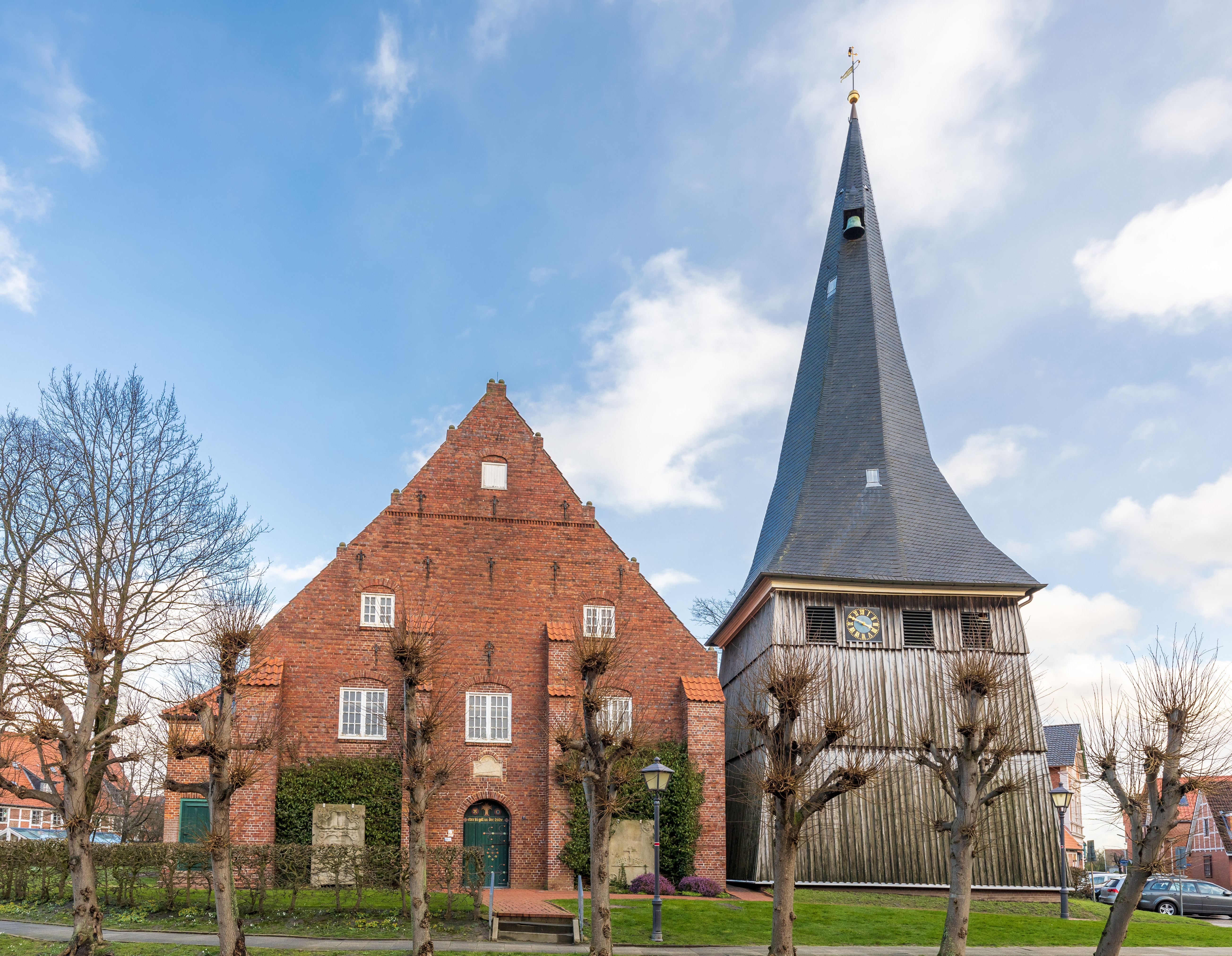
Evang.-lutherse Sint-Matthiaskerk, Jork
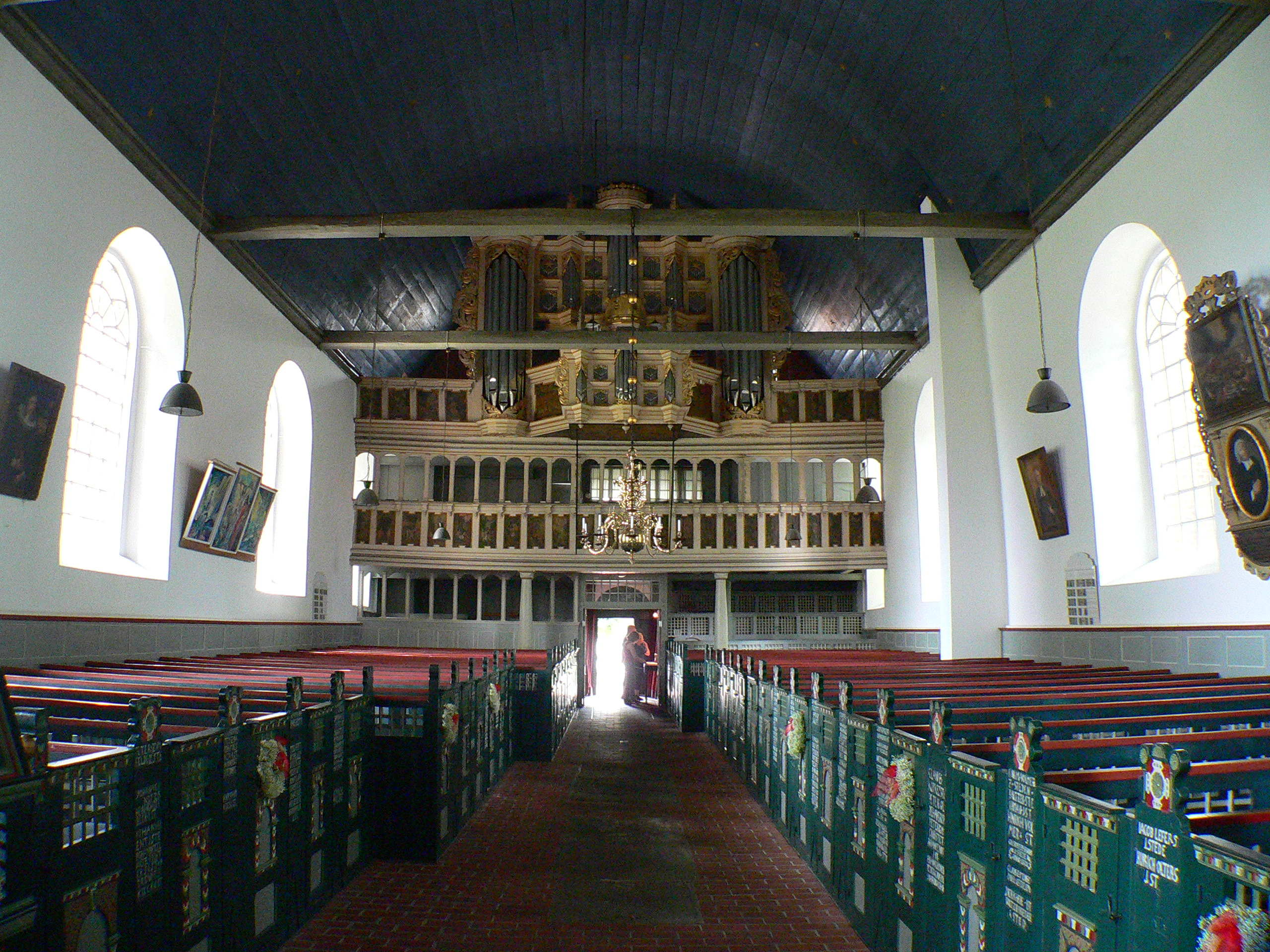
Interieur van deze kerk
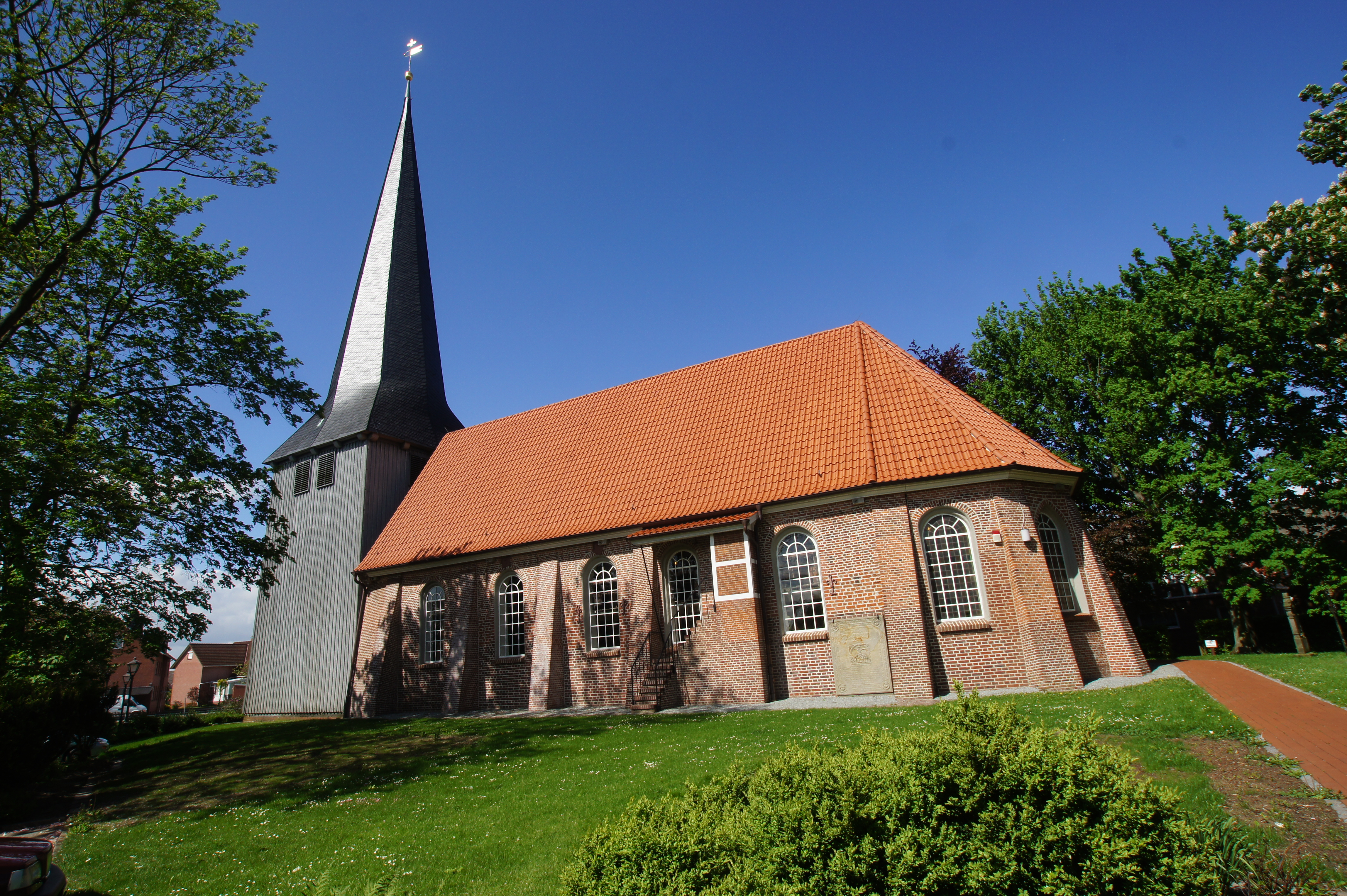
St.-Nicolaaskerk, Borstel
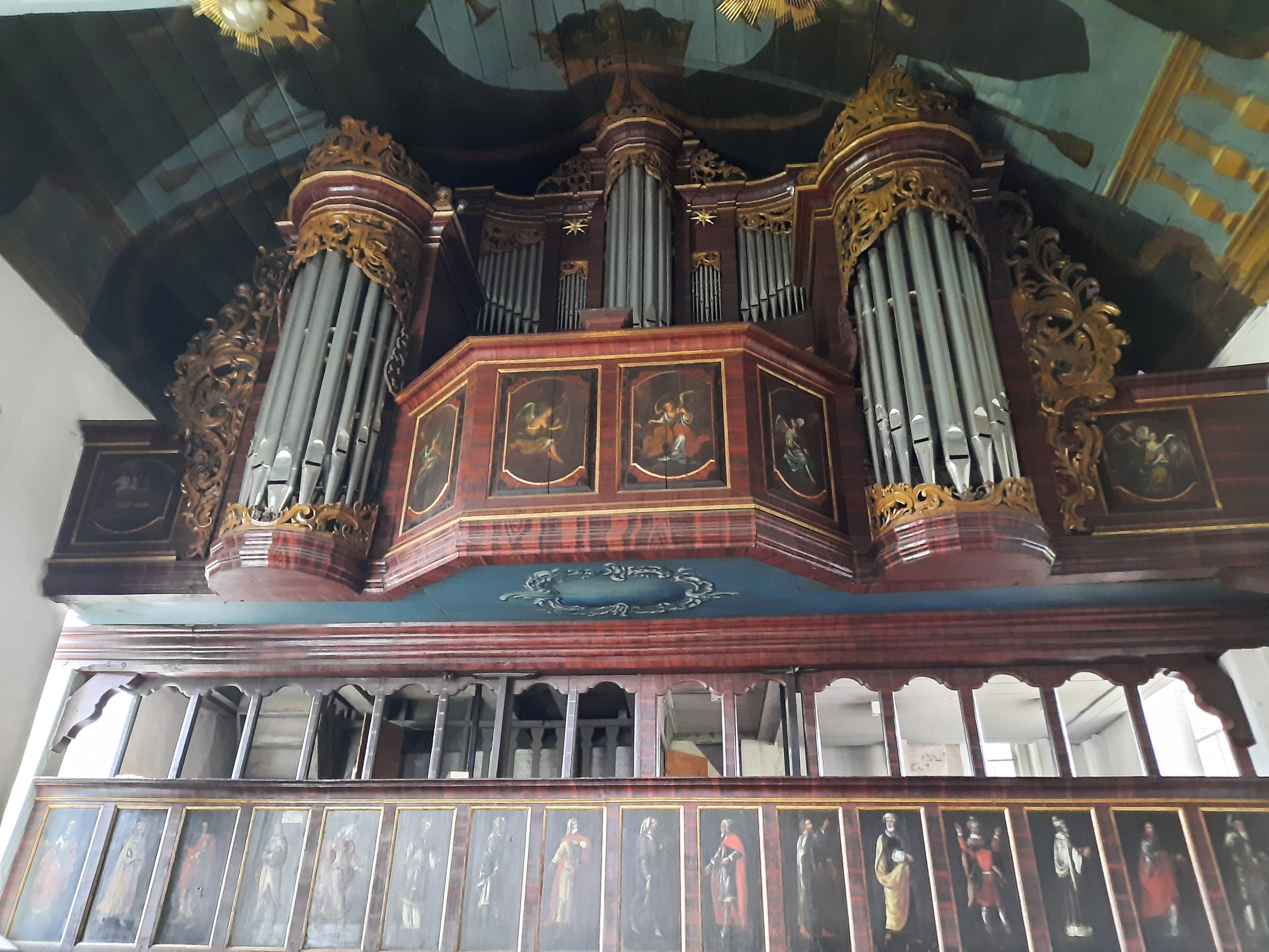
Orgel in deze kerk
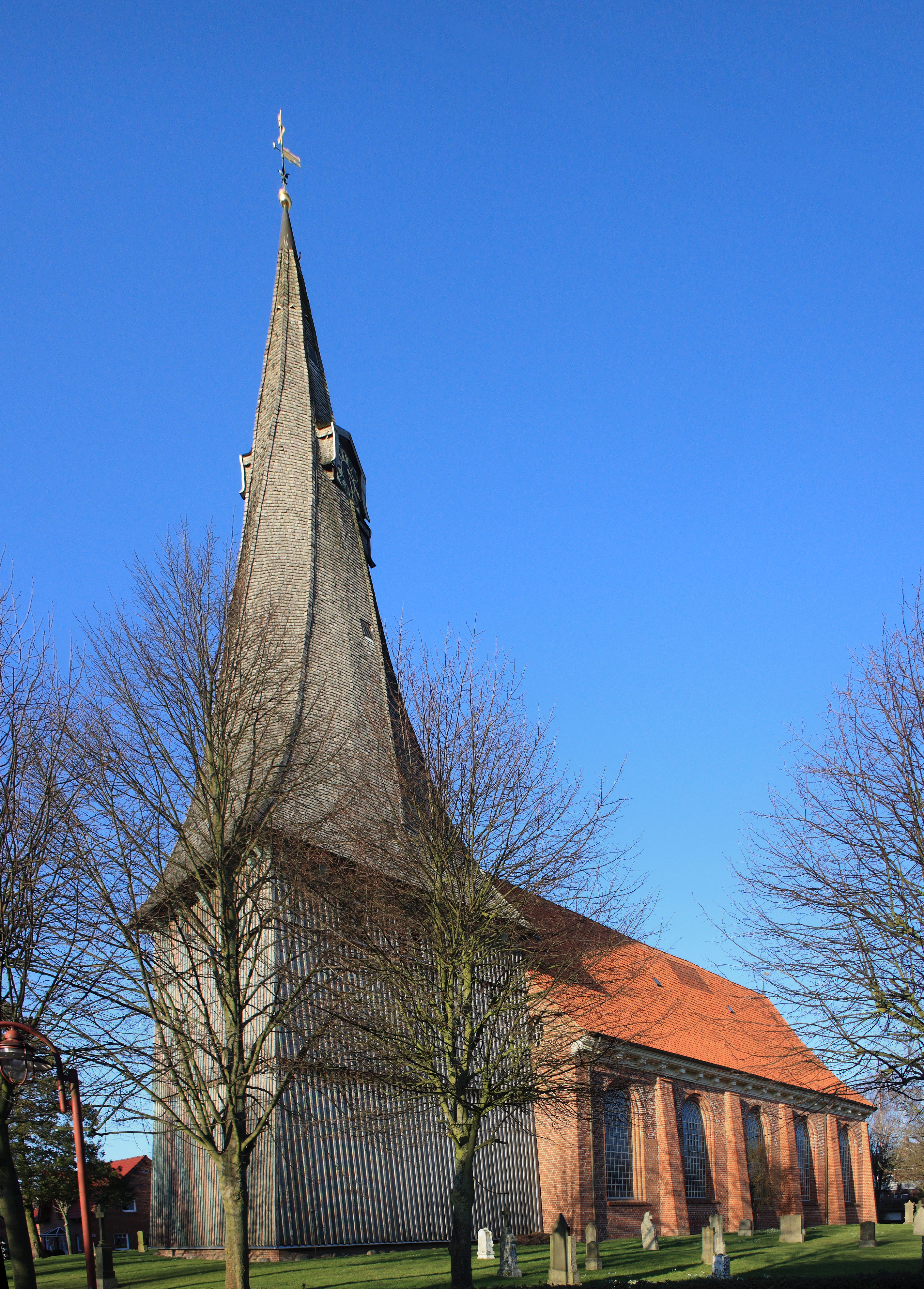
Martinikerk, Estebrügge
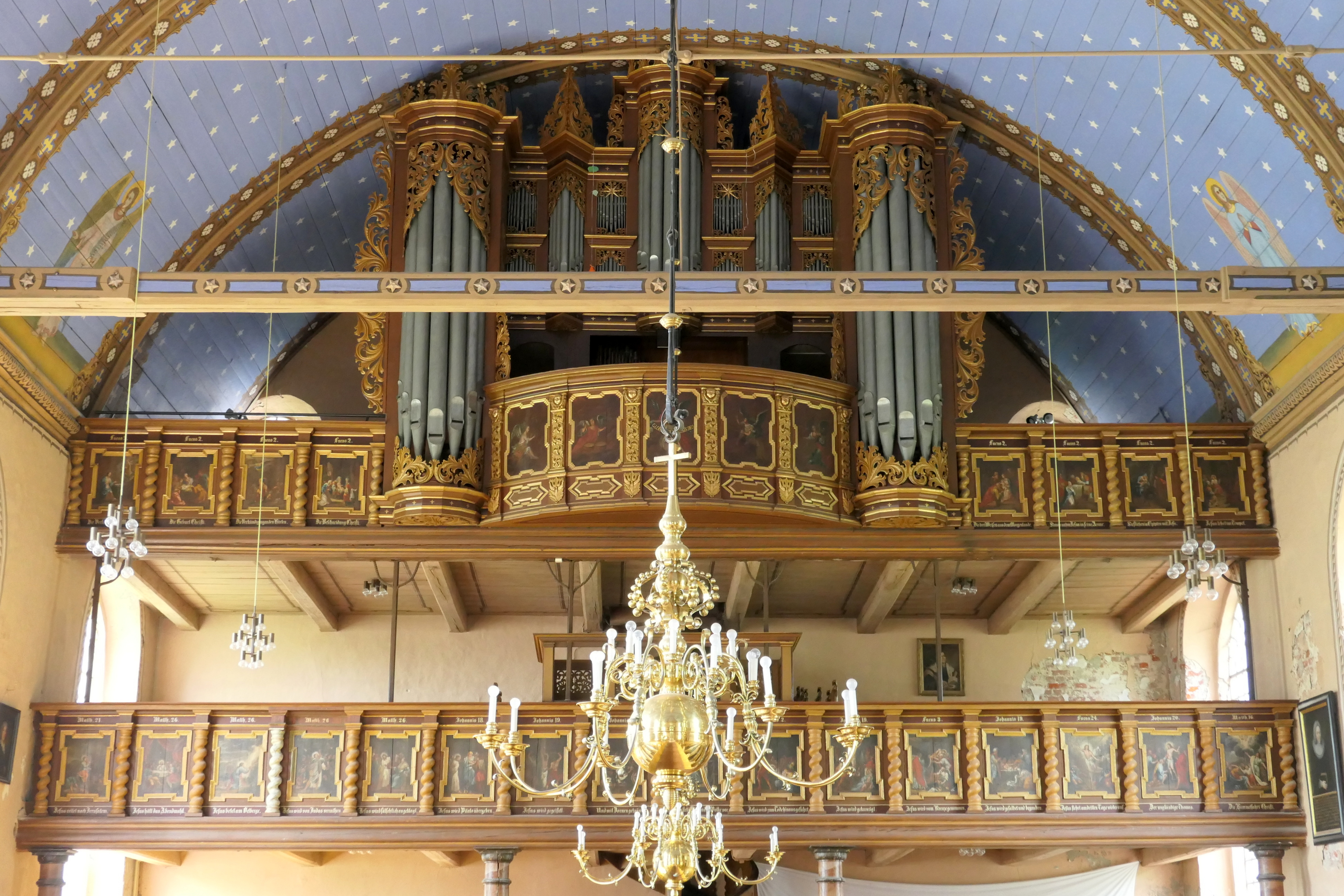
Interieur van deze kerk
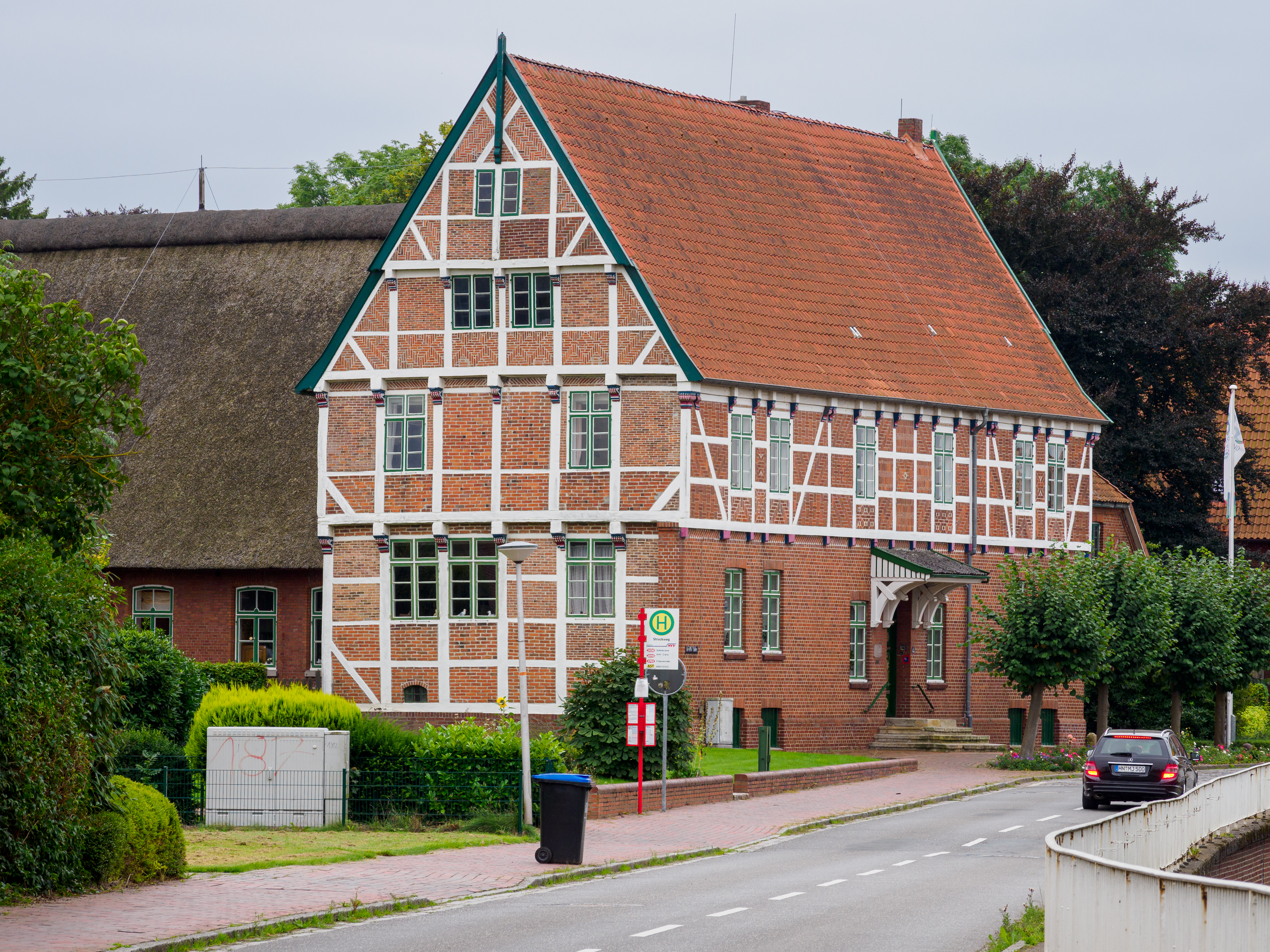
Grotendeels 17e-eeuws huis aan de Große Seite te Jork
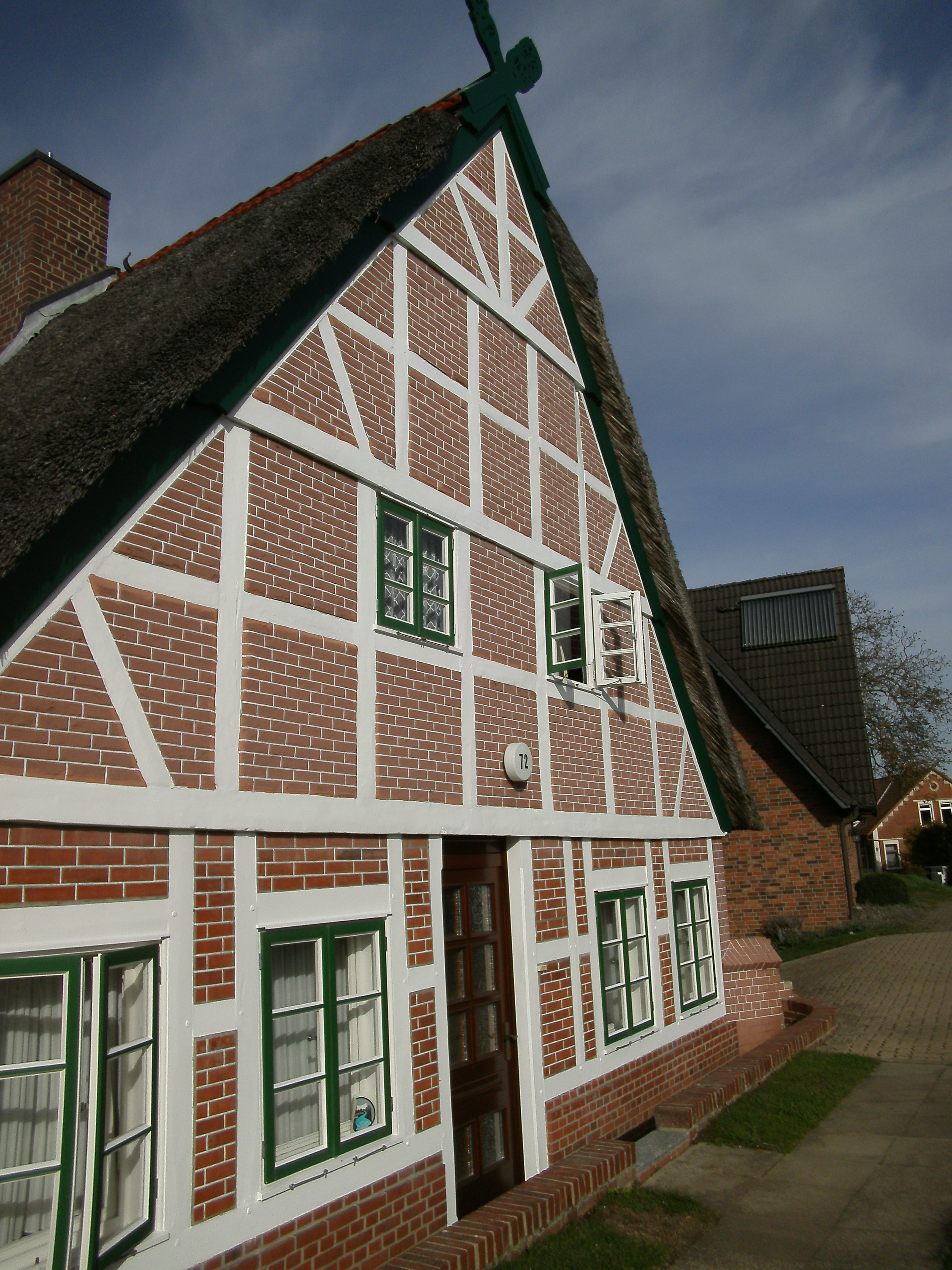
Altländer vakwerkhuis aan de Este-dijk te Moorende
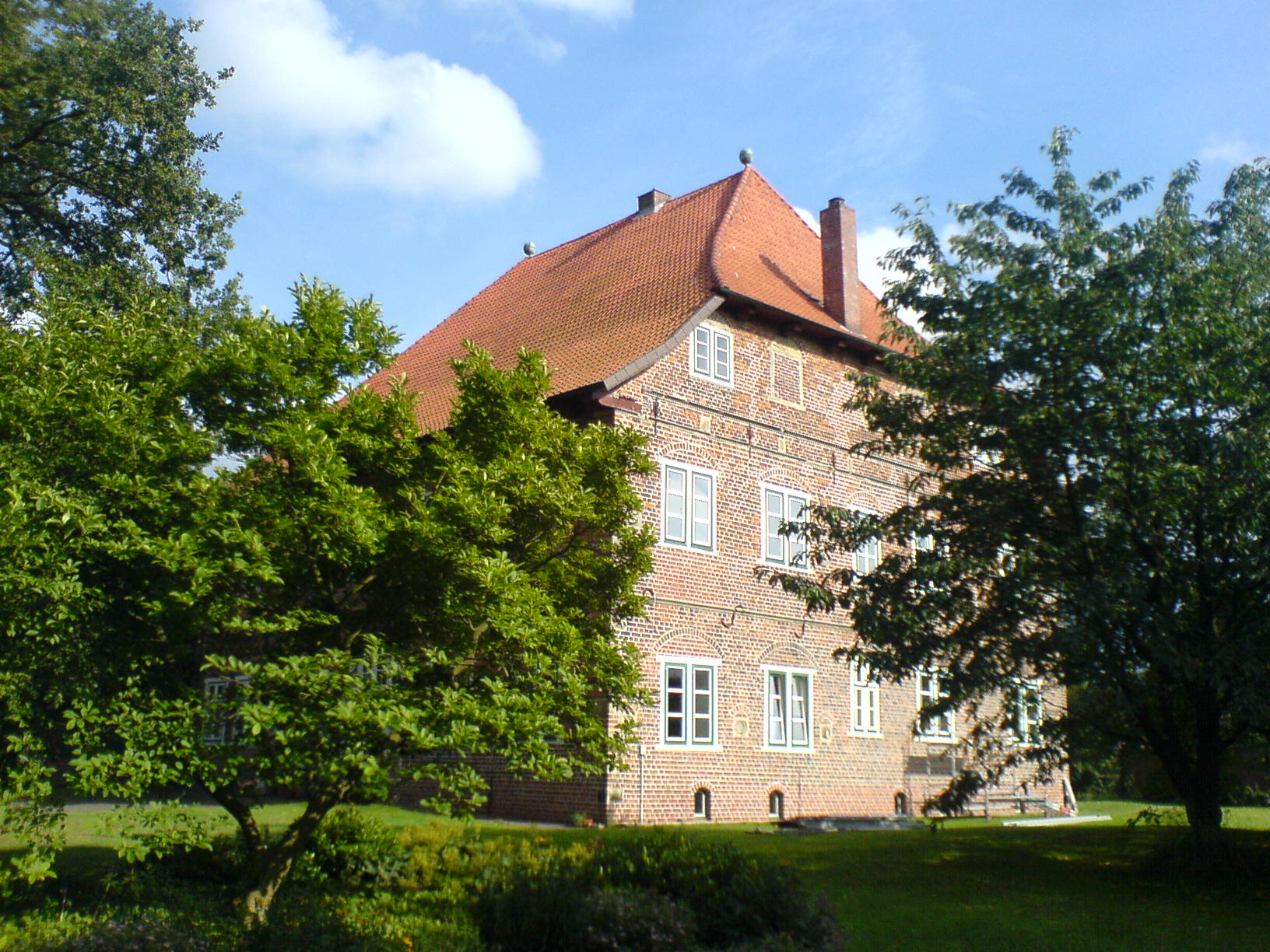
De Esteburg
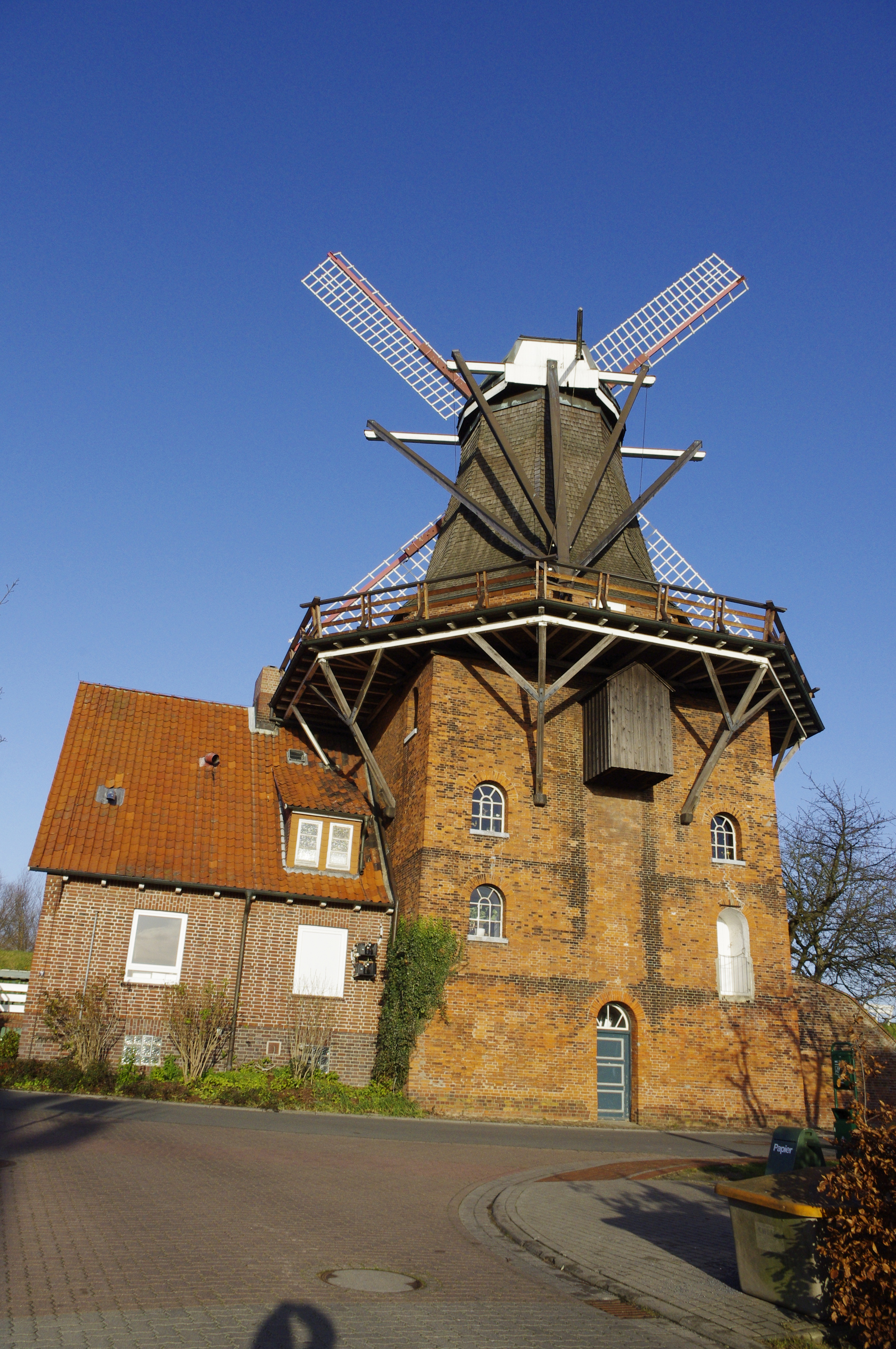
Molen Aurora te Borstel
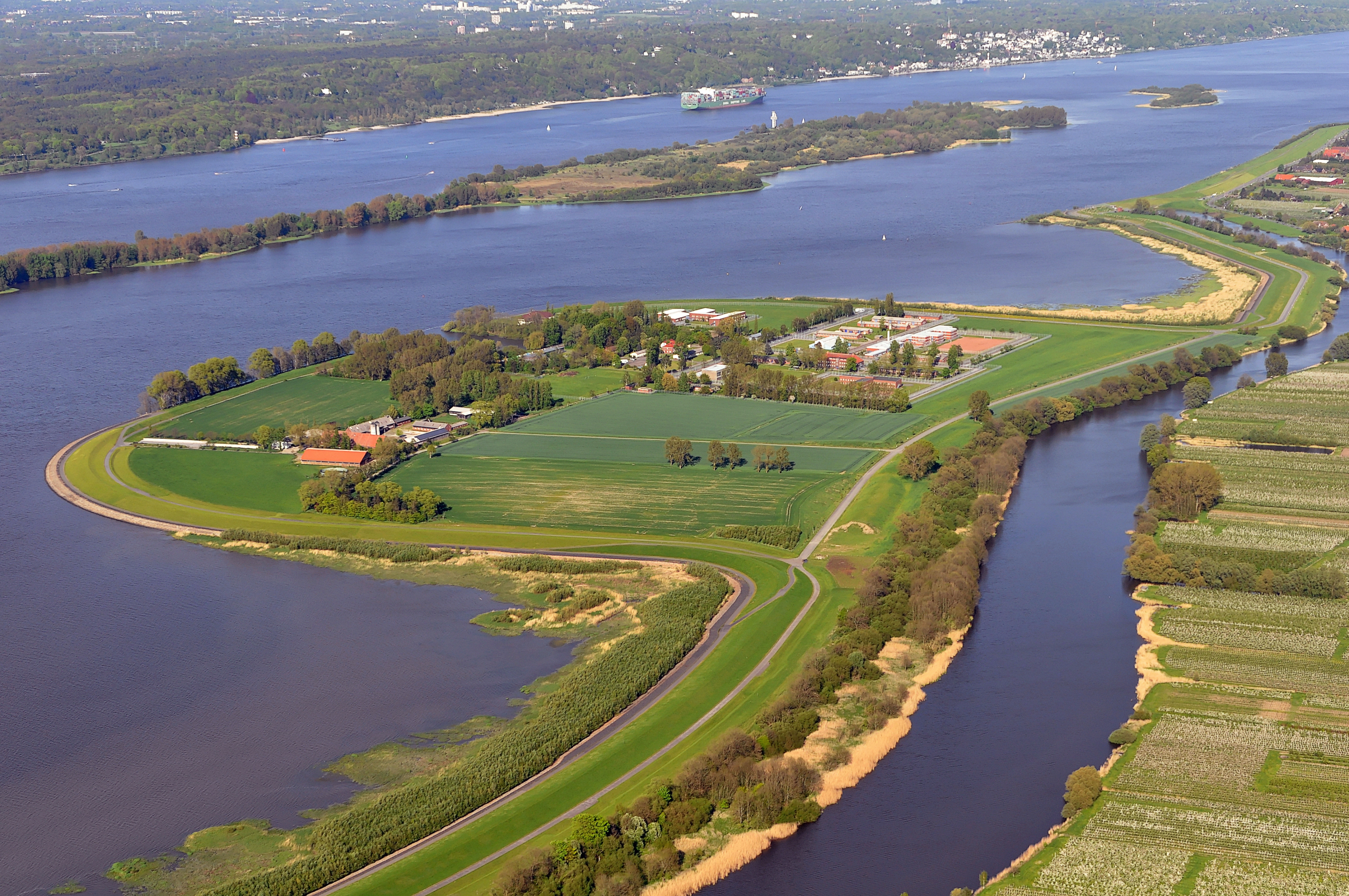
Het schiereiland in de Elbe Hahnöfersand met de jeugdgevangenis
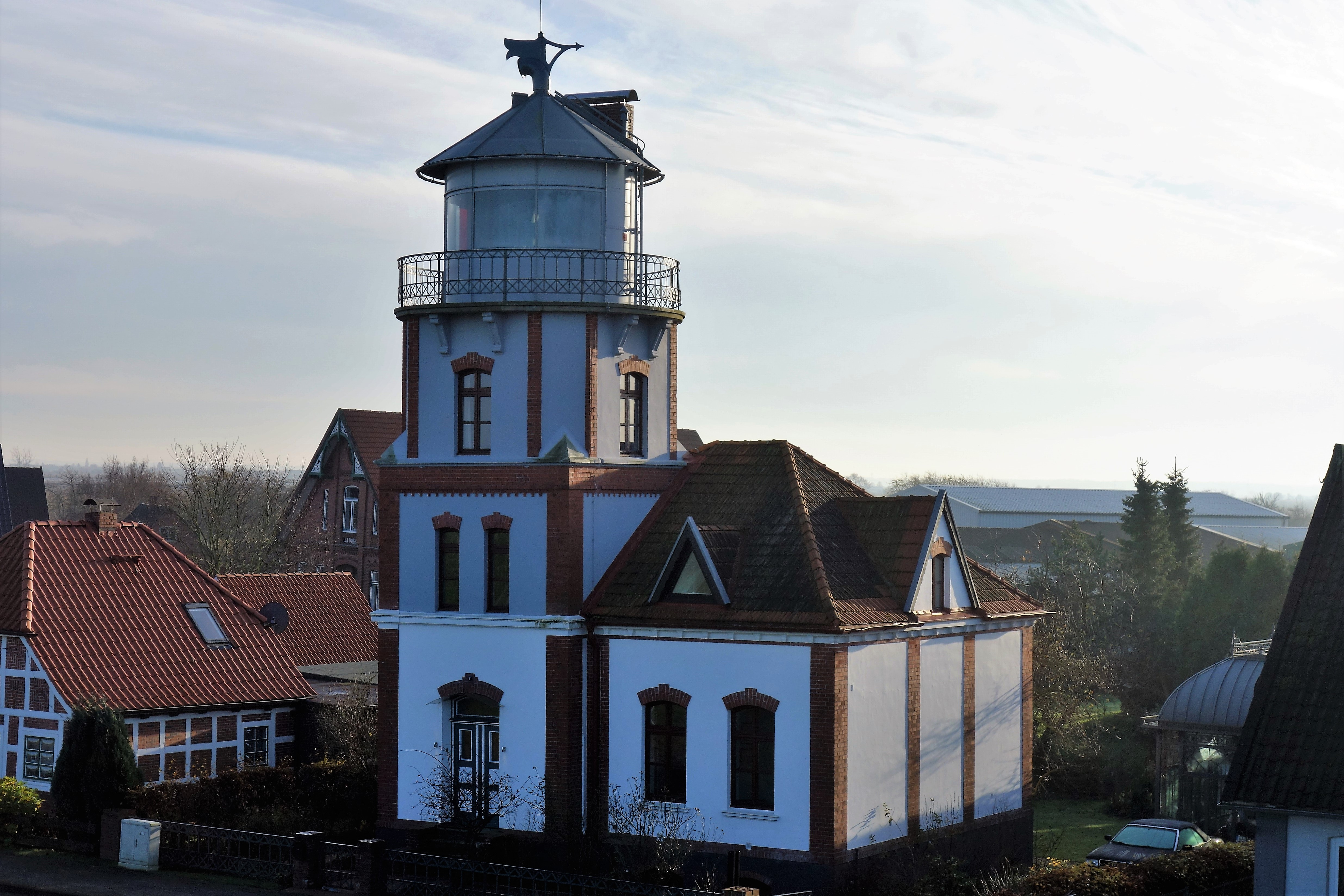
Vuurtorentje aan de Elbe Unterfeuer Mielstack, Lühe
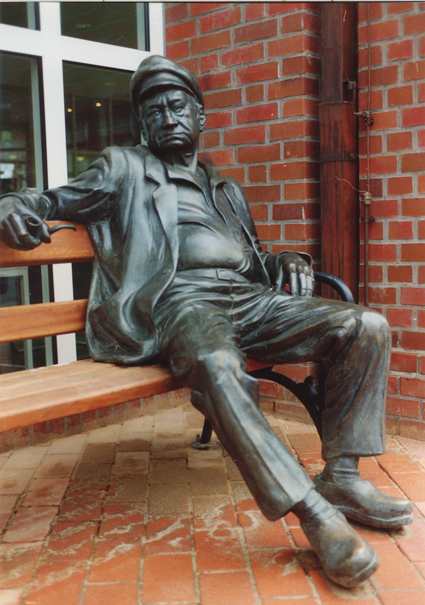
Sculptuur De ole Schipper midden in Estebrügge
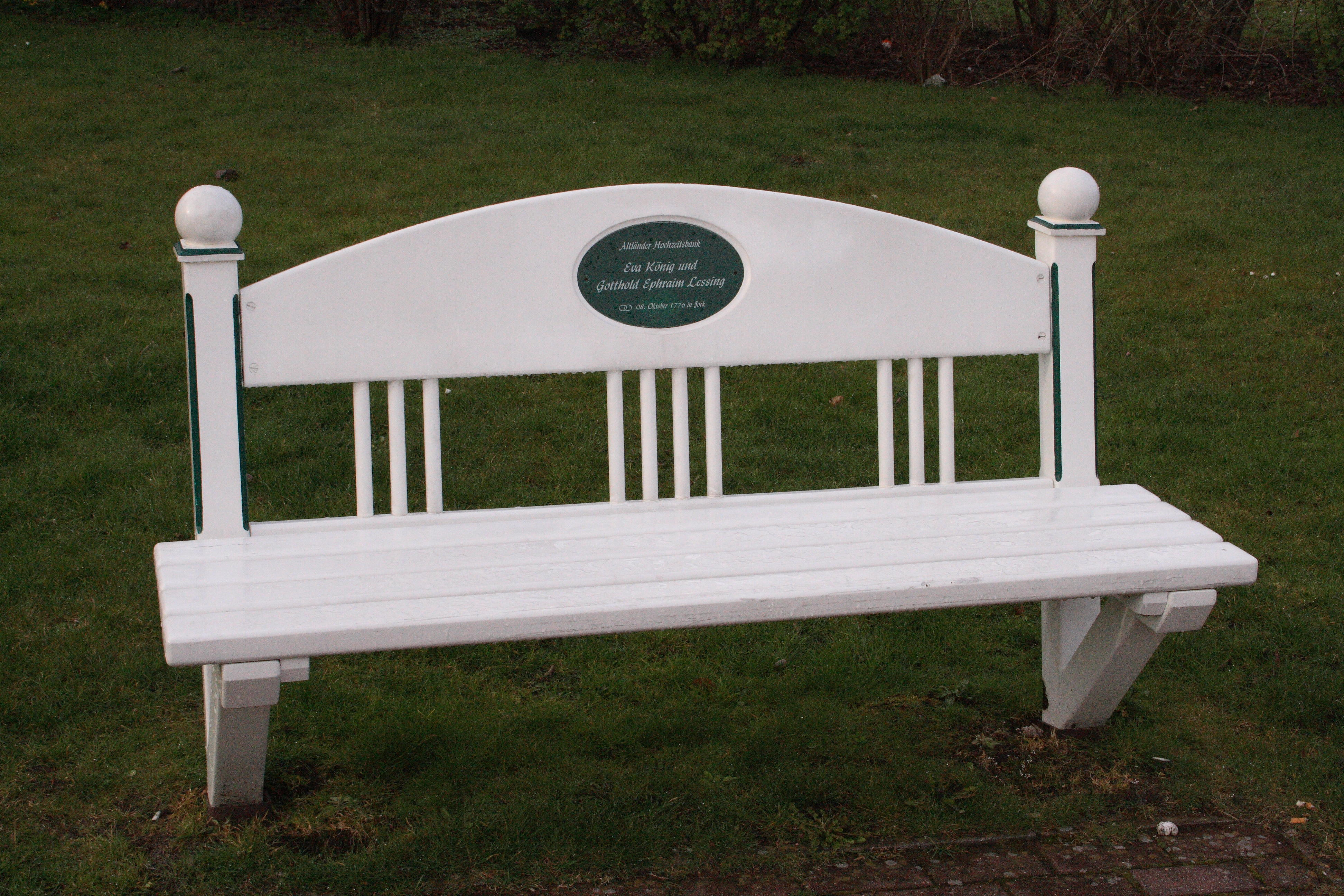
Huwelijksbankje Lessing

## Trivia
De beroemde dichter en dramaturg Gotthold Ephraim Lessing trad op 8 oktober 1776 te Jork in het huwelijk met Eva König. Een witte zitbank in Jork herinnert nog aan dit feit. Een dodelijke ziekte werd Eva König twee jaar later fataal.
Een andere beroemdheid, die (in het jaar 2000) Jork verkoos als locatie om in het huwelijk te treden, was de entertainer Otto Waalkes. Dit huwelijk eindigde in 2012 door echtscheiding.
Ook de Turkse topvoetballer Deniz Barış heeft geen gelukkige herinnering aan de plaats Jork. In juli 2006 viel zijn echtgenote in hun huis in Jork van de trap, en overleed daardoor.

## Partnergemeente
Sinds 1983 onderhoudt Jork een jumelage met de in Normandië in Frankrijk gelegen gemeente Presqu'Ile de Brotonne. Dit schiereiland in de Seine bestaat uit de kleine dorpen La Mailleraye-sur-Seine, Saint-Nicolas-de-Bliquetuit, Vatteville-la-Rue, Notre-Dame-de-Bliquetuit en Heurteauville.